# Nena
Nena, właśc. Gabriele Susanne Kerner (ur. 24 marca 1960 w Hagen w Niemczech) – niemiecka wokalistka. Jej największym przebojem była piosenka „99 Luftballons” (1983). W latach 2011–2013 była trenerką w „The Voice of Germany”.

## Dzieciństwo i młode lata
Nena urodziła się 24 marca 1960 roku w Hagen, jako Gabrielle Susanne Kerner. Przydomek „Nena” zdobyła podczas wakacji w Alicante w Hiszpanii. Bawiła się tam z innymi dziećmi, a że nie znały jej imienia wołały do niej „niña” (dziewczynka), co brzmiało z jej ust jak „Nena”. Przezwisko spodobało się zarówno jej, jak i jej rodzicom. Gabrielle od najmłodszych lat była niezależną osobowością. Gdy miała 17 lat jej rodzice się rozwiedli, co było okazją, aby się usamodzielnić. Wyprowadziła się wtedy z domu i rzuciła szkołę. Rodzicom trudno było się z tym pogodzić – poprosili ją, aby wyuczyła się jakiegoś zawodu. Wybór padł na złotnictwo, jednak podczas trzech lat nauki zawodu Nena wyrobiła sobie zupełnie inne plany na przyszłość.

## Początki kariery i The Stripes
Podczas występu na lokalnym festiwalu rockowym, zespół został zauważony przez Andy’ego Kirnbergera z firmy CBS. Niedługo potem podpisali kontrakt i dostali 40 tys. marek zaliczki przeznaczonej na instrumenty. Rozpoczęli tournée po Niemczech. W 1979 roku ukazał się ich debiutancki singiel Ecstasy. Odniósł sukces i był grany w lokalnych dyskotekach. Na płytę trzeba było jednak czekać dwa lata. Nazywała się ona The Stripes. Razem z nią wydano 3 single: Stargers, Tell Me Your Name i Don't You Think That I'm a Lady?.
Zespół wystąpił w programach telewizyjnych Plattenküche i Disco, na koncertach miał swoją stałą publiczność, a wielbiciele założyli nawet ich fanklub, ale sprzedaż płyty nie szła najlepiej. Na początku 1982 roku muzycy The Stripes próbowali jeszcze pracować nad następną płytą, ale robili to bez większego przekonania. Ostatecznym końcem grupy była propozycja, jaką wokalistka otrzymała ze swojej firmy płytowej.

## Rozkwit kariery Neny i pierwsze sukcesy
Menadżer The Stripes, Andy Kirnberger, poinformował Nenę, że Reinhold Heil i Manne Preaker, muzycy z zespołu Niny Hagen – Spliff, zainteresowani są wyprodukowaniem jej singla. Do spełnienia były tylko dwa warunki: musi przenieść się do Berlina i pisać teksty po niemiecku. Pierwszy warunek był dla niej łatwy do spełnienia, ponieważ Nena od dawna chciała się wyprowadzić z rodzinnego Hagen.
Firma płytowa przysłała bilety dla niej i jej ówczesnego chłopaka Rolfa, perkusisty byłego już The Stripes. W Berlinie zamieszkali u klawiszowca Uwego Fahrenkrog-Petersena, który grał gościnnie na ich ostatnim tournée. Do grupy należał także były gitarzysta grupy Extrabreit – Carlo Karges. Wkrótce Uwe poznał basistę Jürgena Dehmela i tak powstał nowy zespół, który nazwano po prostu „Nena” (Nena-Band). Rolf zatrudnił się jako taksówkarz, Nena zaś dostała pracę w Fabrik Rakete – biurze należącym do menadżera Spliffu i Niny Hagen, Jima Rakete. Odbierała telefony i wysyłała paczki z autografami. Wieczorami natomiast jechała do wynajętej sali kinowej, w której odbywały się próby jej zespołu.
Znacznie trudniejszy do wypełnienia był drugi warunek – napisanie piosenki po niemiecku. Nena wcześniej nie pisała tekstów w swoim ojczystym języku, ponieważ uważała, że do muzyki rockowej pasuje tylko język angielski.
Piosenka nosiła tytuł Nur geträumt i w czerwcu 1982 roku znalazła się na singlu, który pozbawiony jakiejkolwiek reklamy, przez dwa miesiące leżał praktycznie nietknięty na półkach sklepowych. Tymczasem Jim Rakete umożliwił Nenie występ w najpopularniejszym programie niemieckiej telewizji – Musikladen. To miało być wydanie specjalne, poświęcone muzyce spod znaku Neue Deutsche Welle. Jako tło dla wielkich gwiazd, takich jak Trio czy Extrabeit, wystąpić miały „nowe twarze”, a między nimi właśnie Nena-Band.

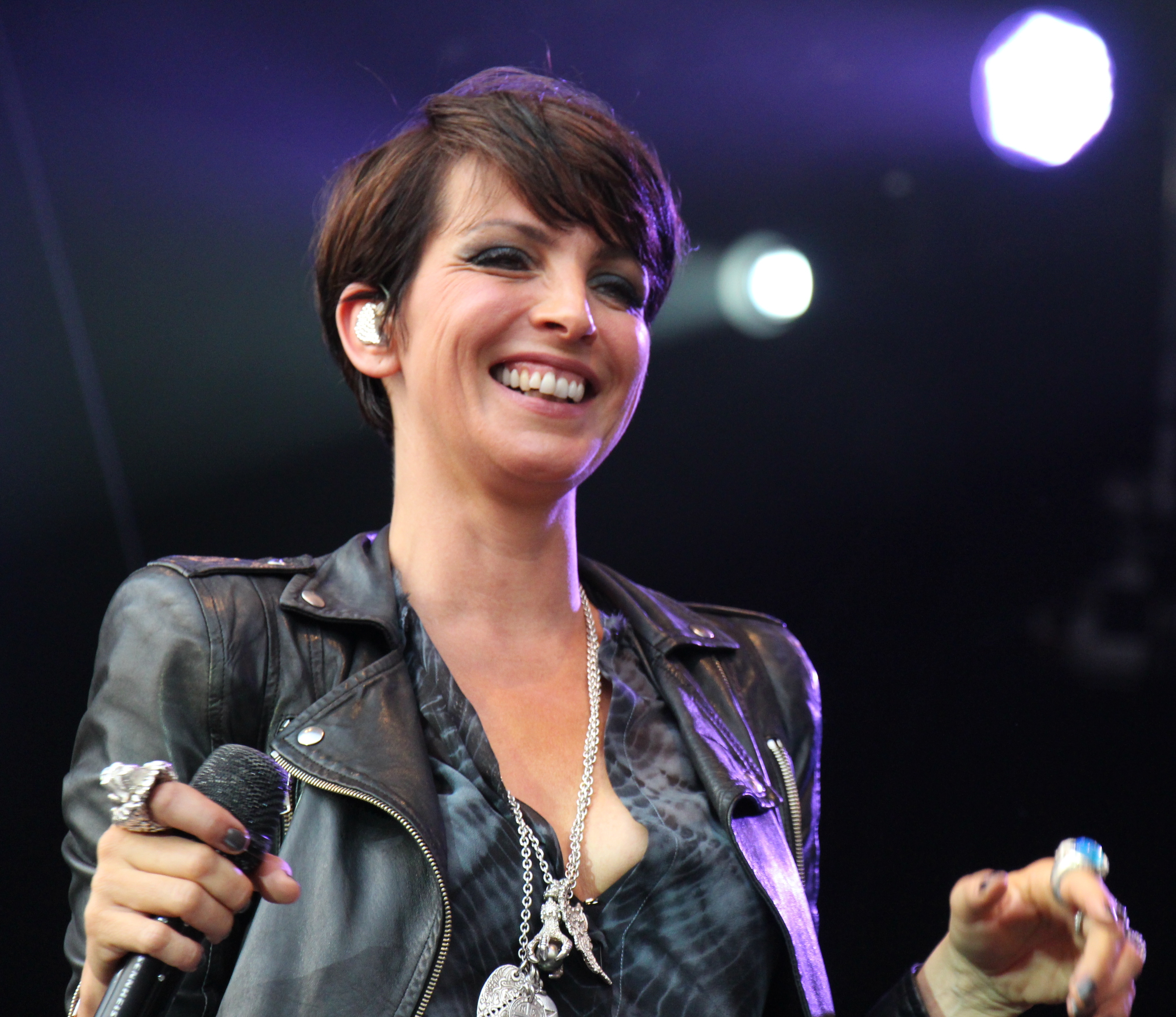
Nena, 2013

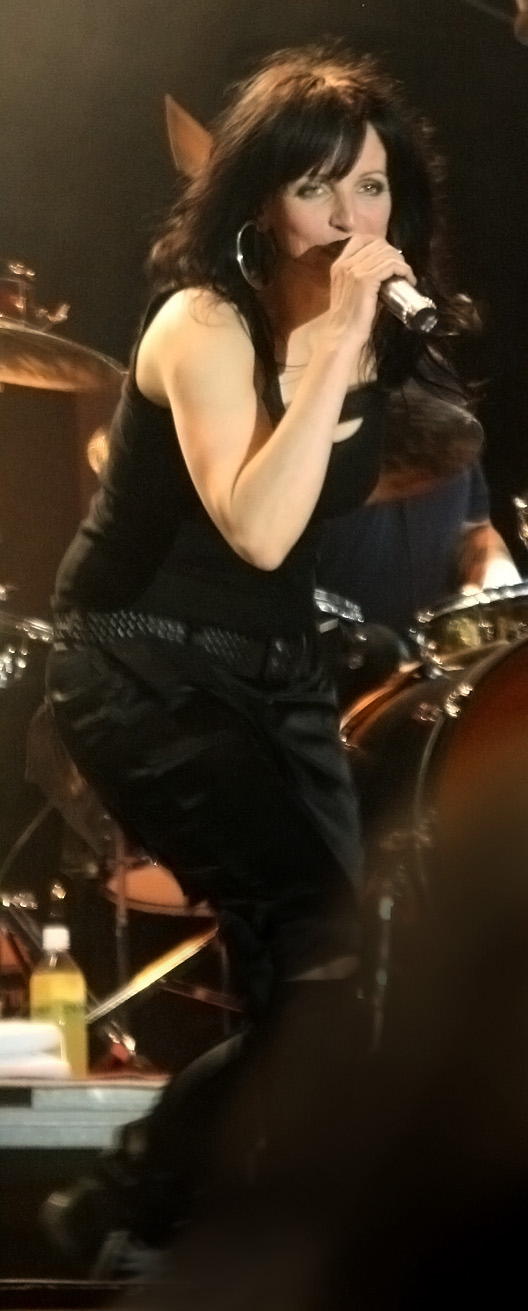
Nena, 2008

Dzień po tym występie z półek sklepowych sprzedano 40 tys. egzemplarzy singla Nur geträumt. W ciągu kolejnych dni sprzedano cały nakład i trzeba było wypuścić na rynek nową edycję. W październiku 1982 Nur geträumt był już na drugim miejscu listy najpopularniejszych singli w Niemczech. Lepiej od Neny sprzedawał się tylko F.R. David, który zajął pierwszą pozycję ze swoim utworem Words.
Pod koniec 1982 roku Nena zagrała w filmie Gib Gas – Ich will Spaß. Wystąpiły tam największe gwiazdy Neue Deutsche Welle, w tym Nena. Dla niej była to tylko przygoda, dalej chciała kontynuować tworzenie muzyki.

## Szczyt popularności i rozpad Nena-Band
Nena po wydaniu pierwszego albumu była rozpoznawana w całych Niemczech. Sukces powtórzył następny album – ?. Popularność zespołu, jak i samej Neny była tak ogromna, że wydano anglojęzyczny album z największymi hitami zespołu pod tytułem 99 Luftballons. Gabrielle miała wtedy mnóstwo pracy, więc po wydaniu albumu wyjechała z zespołem na urlop. Później wydała z zespołem jeszcze 2 albumy – Feuer und Flamme i Eisbrecher. Nie odniosły jednak sukcesu i zespół się rozpadł. Jedna z piosenek z albumu Eisbrecher była pożegnaniem się z Rolfem – jej ówczesnym chłopakiem. Nosiła tytuł – Jetzt bist du weg. Ich rozstanie było jedną z głównych przyczyn rozpadu zespołu. Poza tym zespół już nie mógł tak dobrze współpracować jak kiedyś, nie mogli się dogadać.

## Życiowa tragedia i rozpoczęcie solowej kariery
W 1986 roku wystąpiła w filmie Der Unsichtbare. Na jego planie poznała Benedicta Freitaga, z którym niedługo potem zaszła w ciążę. 3 lutego 1988 roku lekarze podali jej lek na przyspieszenie porodu. Wywołał on u Neny zatrzymanie akcji serca i śpiączkę, zaś jej dziecko (Cristopher) urodziło się z porażeniem mózgowym i wadą serca. Chłopiec zmarł 19 stycznia 1989 roku. Sytuacja ta stała się potem inspiracją do stworzenia kolejnego albumu, tym razem solowego. Materiały na nią tworzyła będąc z synem.
Latem 1989 roku płyta była już niemal gotowa. CBS mówiło o comebacku Neny, jednak sama zainteresowana twierdziła inaczej – To nie jest żaden comeback, cały czas pracowałam. We wrześniu ukazał się pierwszy solowy singiel – Wunder gescheh’n, zapowiadający album o tym samym tytule. Później ukazał się kolejny singiel – Du bist überall.
7 kwietnia 1990 roku Nena urodziła bliźnięta Sakiasa Manuela i Larissę Marię, których ojcem jest Benedict Freitag.
Ze związku z Philippem Palmem ma synów – Samuela Vincenta (ur. 18 maja 1995) i Simeona (ur. 22 maja 1997).

## Skład zespołów
- Nena-Band
  - Nena Kerner – wokal
  - Rolf Brendel(inne języki) – perkusja
  - Jürgen Dehmel – gitara basowa
  - Uwe Fahrenkrog-Petersen – keyboard
  - Carlo Karges – gitara solowa
- współcześnie
  - Nena Kerner – wokal
  - Nader Rahy – gitara i wokal
  - Paul DiLeo – gitara basowa
  - Van Romaine – perkusja (na zmianę z Tobiasem Ralphem i Phillipem Palmem)
  - Arne Augustin – klawisze
  - Derek Von Krogh – klawisze
  - Andreas „Bindi” Binder – gitara akustyczna

## Albumy
- Nena-Band
  - 1983: Nena
  - 1984: ?
  - 1984: 99 Luftballons
  - 1985: Feuer & Flamme
  - 1985: It’s All In The Game
  - 1986: Eisbrecher

- Albumy solowe
  - 1989: Wunder Gescheh’n
  - 1990: Komm lieber Mai... (dla dzieci)
  - 1991: Nena – Die Band
  - 1992: Bongo Girl
  - 1994: Und alles dreht sich
  - 1994: Nena singt die schönsten Kinderlieder (dla dzieci)
  - 1995: Nena Live
  - 1995: Unser Apfelhaus (dla dzieci)
  - 1996: Nena und die Bambus Bären Bande (dla dzieci)
  - 1997: Jamma nich
  - 1997: Nenas Weihnachtsreise (dla dzieci)
  - 1998: Wenn alles richtig ist, dann stimmt was nicht
  - 1999: Nena macht... Rabatz (dla dzieci)
  - 2001: Chokmah
  - 2002: Nena feat. Nena (2 CD)
  - 2004: Nena Live Nena
  - 2005: Willst du mit mir gehn (2 CD)
  - 2007: Cover Me (2 CD)
  - 2009: Made in Germany
  - 2012: Du bist gut (2 CD)[2]
  - 2015: Oldschool
  - 2020: Licht

## Filmografia

### Filmy
- 2018: Samy Deluxe: SaMTV Unplugged – ona sama
- 2003: Madou und das Licht der Fantasie – Narrator (głos, krótkometrażowy)
- 2001: Abrafax i piraci z Karaibów – Anne Bonny (głos)
- 1999: Tobias Totz und sein Löwe – Lea (głos)
- 1987: Der Unsichtbare – Jo Schnell
- 1985: Richy Guitar – ona sama
- 1985: Tagediebe
- 1983: Gib Gas – Ich will Spaß(inne języki) – Tina

### Seriale telewizyjne
- 1996-1998: Tigerenten Club – ona sama (odc. 3, 152, 154)
- 1994: Monte Video – ona sama (odc. 10)
- 1985: Rudis Tagesshow
- 1985: Känguru – ona sama (odc. 4)

### Niemiecki dubbing
- 2006: Eragon – Saphira
- 2006: Artur i Minimki – księżniczka Selenia
- 2002: Piotruś Pan: Wielki powrót – wykonanie piosenek
- 1998: Magiczny miecz – Legenda Camelotu – Kayley (śpiew)